# Phyodexia concinna
Phyodexia concinna är en skalbaggsart som beskrevs av Francis Polkinghorne Pascoe 1871. Phyodexia concinna ingår i släktet Phyodexia och familjen långhorningar. Inga underarter finns listade i Catalogue of Life.